# Чемпионат Болгарии по футболу 1945
Чемпионат Болгарии по футболу 1924 — 1-й розыгрыш Республиканского чемпионата Болгарии и 21-й сезон с момента основания. Чемпионат проводился по олимпийской системе (один матч, кроме финала). Количество команд — 24. В случае ничейного результата назначалось дополнительное время, а в случае ничьи — матч переигрывался на следующий день. Финал проходит в Софии. Победитель также награждался Кубком республики.
Победителем стал Локомотив (София). Поскольку Болгария потеряла предоставленные ей в 1941 году Гитлеровской Германией территории Вардарской Македонии, Западной Фракии и части греческой Македонии, которыми она управляла в течение большей части Второй мировой войны, команды из этих регионов больше не принимали участие в болгарских чемпионатах, начиная с 1945 года.

## 1/16 финала
| Хозяева                    | Счет     | Гости                     |
| -------------------------- | -------- | ------------------------- |
| Ботев (Бяла Слатина)       | 2:3 д.в. | ЖСК-Ботев (Плавен)        |
| Орловец (Габрово)          | 1:0      | Хаджи Славчев (Павликени) |
| Борислав (Борисовград)     | 3:3; 1:0 | ЖСК (Стара Загора)        |
| Ботев (Михайловград)       | 0:1      | Бенковски (Видин)         |
| Ботев (Горна Джумая)       | 3:1      | Локомотив (Перник)        |
| Левски-Доростол (Силистра) | 0:2      | Ангел Канчев-Левски       |
| Николай Ласков (Ямбол)     | 2:1      | Славия (Бургас)           |
| Левски (София)             | 4:0      | ЖСК-Левски (Пловидв)      |

## 1/8 финала
| Хозяева                | Счет | Гости                  |
| ---------------------- | ---- | ---------------------- |
| ЖСК-Ботев (Плавен)     | 1:4  | Локомотив (София)      |
| Ботев (Горна Джумая)   | 1:2  | Левски (София)         |
| Орловец (Габрово)      | 2:0  | Вихар (Добрич)         |
| Спортист (София)       | 2:1  | Бенковски (Видин)      |
| Спартак (Варна)        | 2:1  | Ангел Канчев-Левски    |
| СП 45 (Пловдив)        | 3:1  | Борислав (Борисовград) |
| Николай Ласков (Ямбол) | 0:3  | Ботев (Пловдив)        |
| Стамо Костов (Попово)  | 1:2  | ТВ 45 (Варна)          |

## Четвертьфинал
| Хозяева          | Счет     | Гости             |
| ---------------- | -------- | ----------------- |
| Спартак (Варна)  | 3:0      | Орловец (Габрово) |
| Спортист (София) | 2:1      | Левски (София)    |
| Ботев (Пловдив)  | 0:2      | Локомотив (София) |
| СП 45 (Пловдив)  | 2:2; 4:1 | ТВ 45 (Варна)     |

## Полуфинал
| Хозяева          | Счет     | Гости             |
| ---------------- | -------- | ----------------- |
| Спортист (София) | 3:2      | Спартак (Варна)   |
| СП 45 (Пловдив)  | 0:1 д.в. | Локомотив (София) |

## Финал

### Первый матч
| Локомотив (София)                     | 3–1 | Спортист (София) |
| ------------------------------------- | --- | ---------------- |
| Вучко Йорданов · Василев · Крум Милев |     | Божков           |

### Второй матч
| Спортист (София) | 1–1 | Локомотив (София) |
| ---------------- | --- | ----------------- |
| Божков           |     | Вучко Йорданов    |